# Тоні Мур
Майкл Ентоні «Тоні» Мур  (англ. Tony Moore) — американський художник, працює в більшості в жанрі хорор та наукова фантастика. Більш відомий по роботах з коміксами «Ходячі мерці», «Агент страху», «Знищувачі».

## Біографія
Народився в містечку Лексінгтон, штат Кентуккі. Дитинство його пройшло в місті Сінтіана штат Кентуккі.
В сьомому класі «Тоні» познайомився з Робертом Кіркманом. Разом вони заснували найбільше видавництво «Фанк-О-Трон» в якому видали свою першу роботу «Бойовий Тато». Мур вивчав живопис та графіку в Університеті Луїсвіля, але освіту так і не отримав. Вневдовзі Кіркман та Мур запустили дві серії коміксів: «Бріт» і «Ходячі мерці».